# Fronteira Brasil–Peru
A fronteira entre Brasil e Peru é a linha que limita os territórios da República Federativa do Brasil e da República do Peru. Os estados brasileiros fronteiriços ao Peru são o Amazonas e o Acre. Parte do limite foi estabelecido no Tratado do Rio de Janeiro (1909). Sua extensão total é de 2 995 quilômetros, situando-a entre as 11 maiores fronteiras do mundo em extensão. Dos 2 995km de extensão da fronteira, 2 003 são delimitados por corpos d'agua, como rios e canais, e outros 709km por topos de morros ou divisores de água .

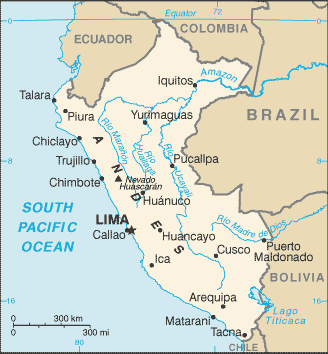
Mapa do Peru
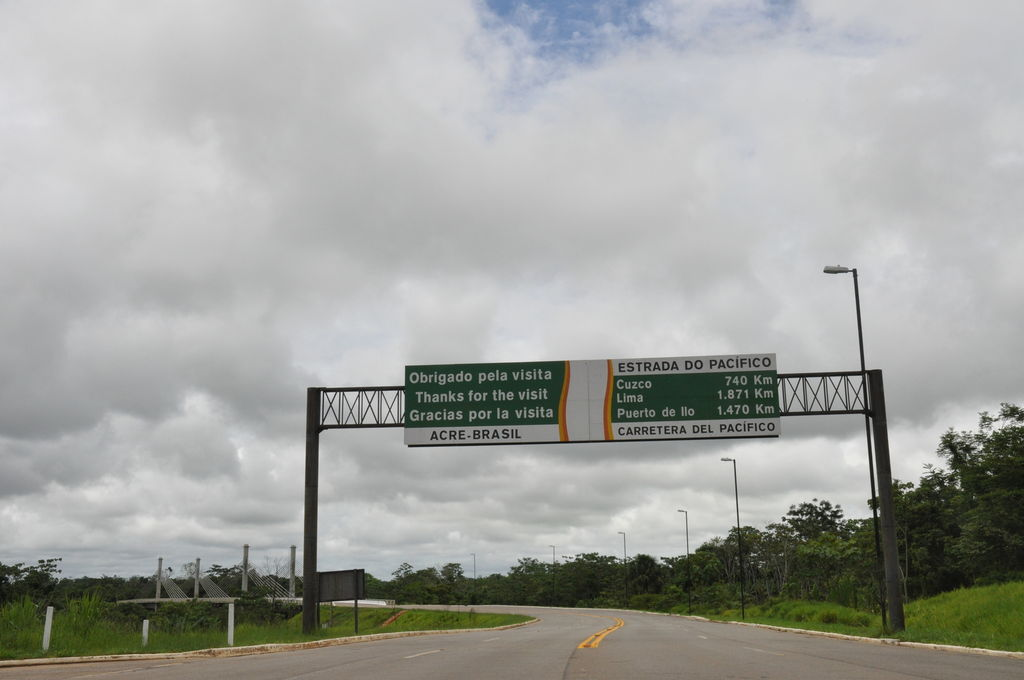
Fronteira do Brasil com o Peru, no Acre